# Drusus imanishii
Drusus imanishii är en nattsländeart som beskrevs av Iwata 1928. Drusus imanishii ingår i släktet Drusus och familjen husmasknattsländor. Inga underarter finns listade i Catalogue of Life.